# Западный Барай
Западный Барай (кхмер. បារាយណ៍ខាងលិច) — водохранилище в Ангкоре в Камбодже, прямоугольное в плане и ориентированное с востока на запад. Находится к западу от Ангкор-Тхома. Размеры водоёма составляют 8 км на 2,1 км и глубиной 5 м. Он вмещал в себя до 80 миллионов кубометров воды. Западный Барай — самый большой барай в Ангкоре. Его строительство началось при Сурьявармане I и было закончено уже при короле Удаядитьявармане II. В центре барая на искусственном острове расположен храм Западный Мебон.
При сооружении Западного Барая ангкорские строители частично использовали более ранние постройки. Восточная дамба, например, вероятней всего, была частью дамбы, окружавшей столицу Яшовармана I Яшодхарапуру с её главным храмом в центре, Пном Бакхенгом. В других местах сооружения предыдущих лет были либо полностью снесены, либо засыпаны, как это произошло с храмом Ак Юм, который был частично засыпан при строительстве южной дамбы. На дне западной части барая были найдены фундаменты стен, ступени и осколки глиняной утвари. Стела с надписью датированной 713 годом сообщает, что рисовые поля были принесены в дар королеве Джаядеви.
Назначение этого и других бараев неизвестно, поскольку не найдено ни одной надписи, указывающей на характер их использования. Считается, что эти резервуары служили не только для сельскохозяйственных нужд, накапливая воду в сезон дождей, а потом, расходуя её в сухой сезон, но и играли символическую роль мирового океана, окружающего гору Меру, обитель богов.
В наше время в южной части дамбы был сооружён водяной затвор, позволивший несколько поднять уровень воды в барае, тем самым организовав более рациональное расходование воды на полях, лежащих к югу. Сегодня западная часть барая заполнена водой круглогодично, а с наступлением сезона дождей частично наполняется и восточная часть. Западный Барай — популярное место пикников и купания местных жителей.